# Шасси
Шасси́ (фр. châssis — рама, каркас) наземного транспортного средства — основа конструкции, на которой закреплены кузов, мотор, трансмиссия, ходовая. 

## Описание
- Шасси транспортного средства с использованием рамы (Рамное шасси) — законченная конструкция, которую можно передвигать на собственных колёсах или гусеницах. Рамные шасси применяют главным образом у тракторов и грузовых автомобилей. Устройство рамного шасси зависит от применяемого движителя. У колёсных машин конструкция шасси определяется общим числом осей и числом ведущих осей. Шасси машин, предназначенное для движения в условиях бездорожья, оборудуется средствами повышения проходимости.
- Шасси транспортного средства с несущим кузовом — основание транспортного средства, связывающее агрегаты трансмиссии, агрегаты ходовой части и механизмы управления.
- Самоходное шасси — моторизированное транспортное средство, предназначенное для размещения на нём различного оборудования (машин, механизмов, вооружения).

## Иллюстрации

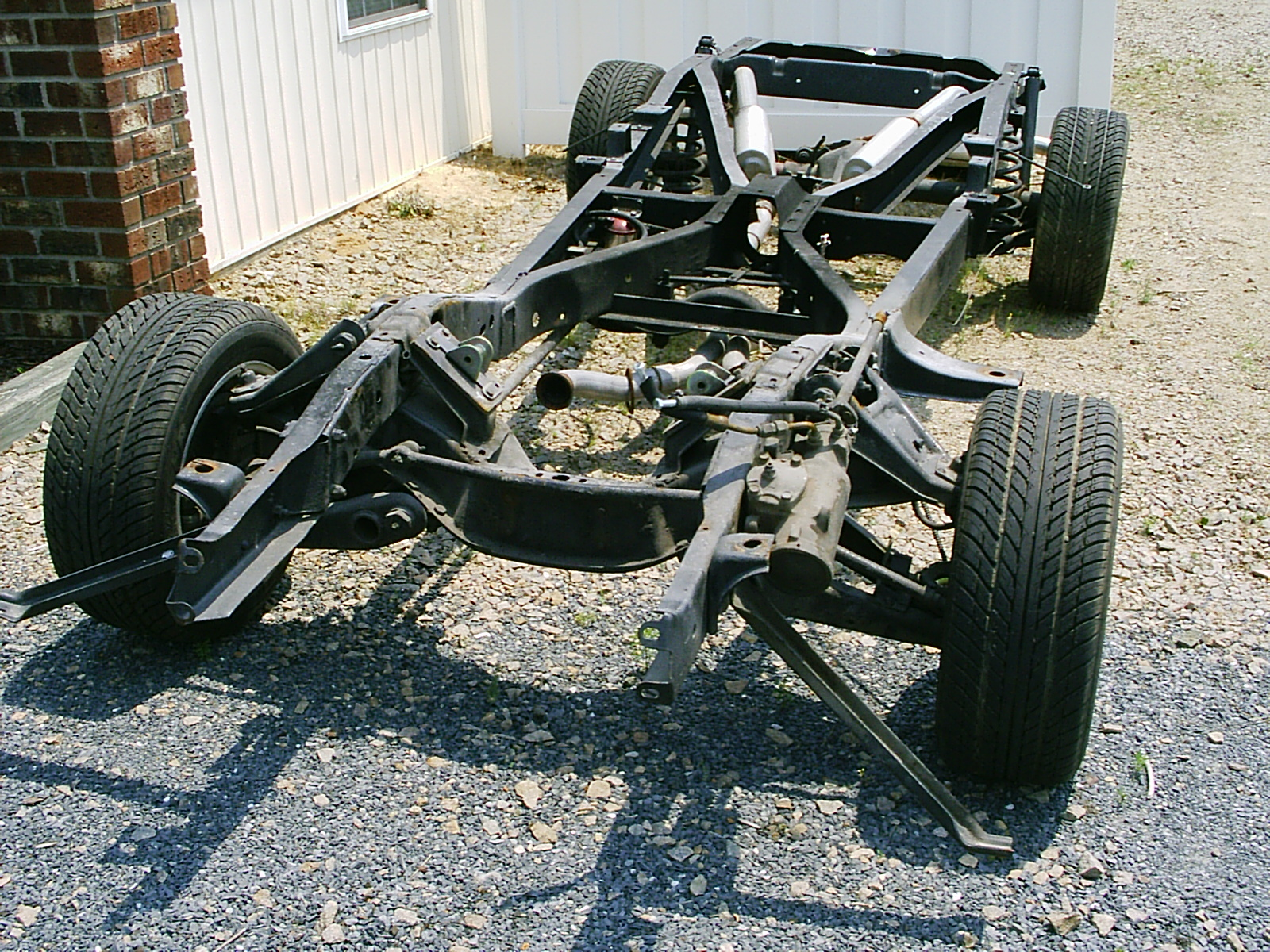
Рамное шасси автомобиля с подвеской.
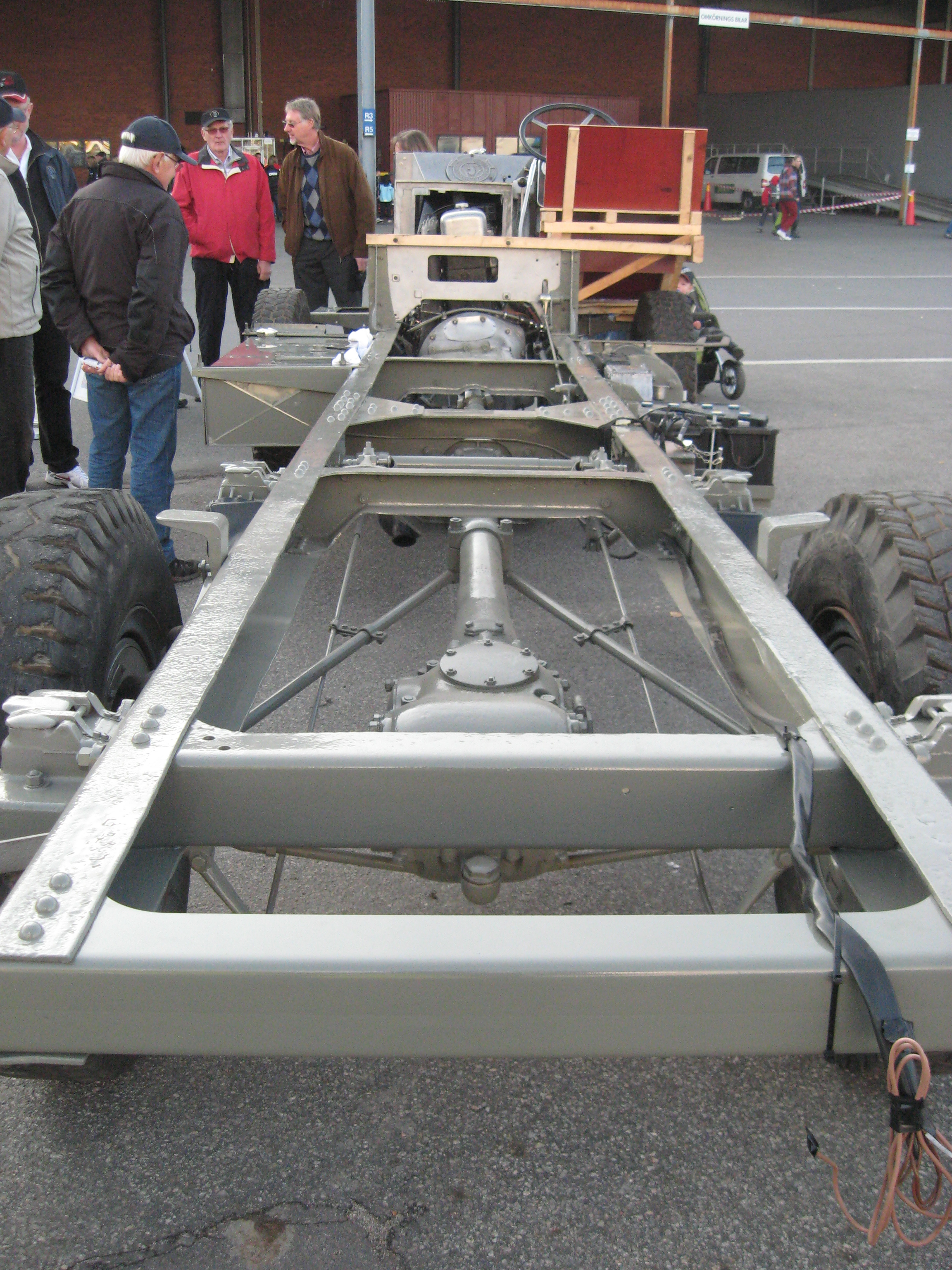
Рамное шасси реставрируемого грузового автомобиля